# 中華職業學校暨于學忠將軍舊居
中華職業學校暨于學忠將軍舊居位於重慶市渝北區回興街道寶聖東路501號，文物遺址年代為1939年-1950年，2009年12月15日列為第二批重慶市文物保護單位。